# Prix littéraire de la Porte Dorée
Le prix littéraire de la Porte Dorée est un prix littéraire français.

## Historique
Fondé en 2010 par la Cité nationale de l’histoire de l’immigration, le prix littéraire de la Porte Dorée récompense un roman ou un récit écrit en français traitant du thème de l’exil, au sens large du terme : immigration, émigration, diaspora, expatriation, exil volontaire ou imposé, économique, politique ou autre).
Le jury est constitué d'écrivains et de personnalités du monde de la culture (chercheurs, hommes politiques, libraires, journalistes), ainsi que d'élèves de classes de lycées. Le nom de la Porte dorée vient de la Golden Door, la Porte dorée décrite dans le célèbre poème d'Emma Lazarus gravé sur le socle de la statue de la Liberté, qui symbolise l'entrée glorieuse des migrants dans New York. Le lauréat reçoit une somme de 4 000 euros, lors d'une soirée où tous les finalistes sont conviés pour une présentation de leur livre et une séance de signatures dans les salons ovales du palais de la Porte Dorée à Paris. 

## Liste des jurés
- 2010 : Mehdi Charef, écrivain et cinéaste, Arlette Farge, historienne, Mehdi Lallaoui, cinéaste, Florence Lorrain, libraire, Alain Mabanckou, écrivain, Valérie Marin La Meslée, critique littéraire au Point et au Magazine littéraire, Léonora Miano, écrivain, Jacques Toubon, président du conseil d’orientation de la Cité nationale de l'histoire de l'immigration, et Henriette Walter, linguiste[4].
- 2011 : Eduardo Manet, écrivain et cinéaste (président du jury), Hubert Artus, journaliste, Arlette Farge, historienne, Mohamed Kacimi, écrivain, Mehdi Lallaoui, réalisateur et écrivain, Florence Lorrain, libraire, Nathalie Philippe, journaliste, Patrick Souchon, chargé de mission pour le livre et la lecture, Jacques Toubon, président du conseil d’orientation de la Cité nationale de l'histoire de l'immigration, Henriette Walter, linguiste, ainsi que élèves du lycée Charlemagne à Paris avec leur professeur de lettres Renaud Guillaume[5].
- 2012 : Michaël Ferrier, écrivain (président du jury), Mohammed Aïssaoui, écrivain et journaliste, Nathacha Appanah, écrivain, Arlette Farge, historienne, Florence Lorrain, libraire, Pap Ndiaye, historien, Nathalie Philippe, journaliste, Patrick Souchon, chargé de mission pour le livre et la lecture, Jacques Toubon, président du conseil d’orientation de la Cité nationale de l'histoire de l'immigration, Henriette Walter, linguiste, Alice Zeniter, écrivain, ainsi que élèves des classes du lycée Voltaire et du lycée Charlemagne à Paris, et du lycée Henri-Wallon à Aubervilliers[6].

- 2015 : Julien Delmaire, écrivain (président du jury), Arlette Farge, historienne, Michaël Ferrier, écrivain, Mustapha Harzoune, critique littéraire, Emmanuel Khérad, journaliste culturel, Valérie Marin La Meslée, critique littéraire, Léonora Miano, écrivain, Véronique Ovaldé, écrivain, Isabelle Quentin-Heuzé (Fondation EDF), Sébastien Wespiser, libraire, ainsi qu'un groupe d'étudiants de 4 lycées parisiens et d'un lycée de Seine-Saint-Denis.
- 2016 : Sylvain Prudhomme, écrivain, (président du jury), Julien Delmaire, écrivain, Arlette Farge, historienne, Michaël Ferrier, écrivain, Mustapha Harzoune, critique littéraire, Georgia Makhlouf, journaliste et écrivain, Valérie Marin La Meslée, journaliste littéraire, Véronique Ovaldé, écrivain, David Rey, libraire, ainsi que les lycéens de 4 lycées parisiens et d’un lycée de Seine-Saint-Denis[7].

## Liste des lauréats
- 2010 : Jusque dans nos bras de Alice Zeniter (Albin Michel)  (ISBN 978-2-226-19593-7)
- 2011 : Sympathie pour le fantôme de Michaël Ferrier (Gallimard)  (ISBN 978-2070130047)
- 2012 : Une enfant de Poto-Poto de Henri Lopes (Gallimard)  (ISBN 978-2070136087)
- 2013 : Rue des voleurs de Mathias Énard (Actes Sud)  (ISBN 978-2-330-01267-0)
- 2014 : Georgia de Julien Delmaire (Grasset)  (ISBN 978-2-246-80895-4)
- 2015 : Les Grands de Sylvain Prudhomme (Gallimard)  (ISBN 978-2-07-014644-4)
- 2016 : Le Silence de mon père de Doan Bui (L'Iconoclaste)
- 2017 : Désorientale de Négar Djavadi (Liana Levi)  (ISBN 978-2867468346)
- 2018 : Silence du chœur de Mohamed Mbougar Sarr (Présence africaine)  (ISBN 978-2708709041)
- 2019 : Tu n'habiteras jamais Paris d'Omar Benlaâla (Flammarion)
- 2020 : Rue des pâquerettes de Mehdi Charef (Hors d'atteinte)
- 2021 : Cinq dans tes yeux d'Hadrien Bels (L'Iconoclaste)
- 2022 : Nedjma Kamici pour Sensible (Cambourakis)[8]
- 2023 : Polina Panassenko pour Tenir sa langue (éditions L'Olivier)[9]
- 2024 : Élise Goldberg pour Tout le monde n’a pas la chance d’aimer la carpe farcie (Verdier) et Seynabou Sonko pour Djins (Grasset)[10]

## Prix BD
Le Prix BD, créé en 2022, récompense des ouvrages de bande dessinée « qui revisitent l’histoire, interrogent les images et archétypes des migrations ou témoignent des enjeux de la représentation ». Sont lauréats :
- 2022 : Kei Lam pour Les saveurs du béton (Steinkis)[11]
- 2023 : David Sala pour Le poids des héros (Casterman)[9]
- 2024 : Charles Berberian pour Une éducation orientale (Casterman)[10]